# Лариса (Аргос)
Ла́риса (греч. Λάρισα ή Κάστρο Λάρισας) — древний и средневековый акрополь Аргоса, укреплённый холм. Расположен в 5 километрах к западу от центра города Аргоса.

## История
Акрополь находится на высоте 289 метров на вершине холма Лариса. Название дано в честь Ларисы, дочери Пеласга, основателя Аргоса. На этой вершине существовал акрополь, возможно, микенского периода. Павсаний упоминает наличие храмов Зевса Ларисейского и Афины. Самые древние предметы культа датируются VIII в. до н. э.
Фортификации датируются VI—V в. до н. э. В X веке был построен замок в центральной части. В дальнейшем крепость перестраивалась вследствие последовательного завоевания территории византийцами (X в.), латинами (XIII в.), венецианцами (XV в.) и турками.

## Современное состояние
До настоящего времени сохранились остатки северной и западной частей крепости. В 1928 году голландский археолог Вольфграф раскопал внутри крепости Лариса византийский храм Богородицы, построенный епископом Аргоса Никитой в 1166 году.
Руины сооружения не охраняются и открыты для свободного посещения. Дорога достаточно хорошая, чтобы подняться на вершину холма на машине.
Из замка открывается великолепная панорама на город Аргос и залив Арголикос. Вечером крепость Лариса красиво подсвечивается и видна из Нафплиона.